# Маргарита Шотландська (Дофіна)
Маргарита Шотландська (25 грудня 1424, Перт — 16 серпня 1445, Шалон-ан-Шампань) принцеса Шотландії і французька дофіна. Маргарита була першою дитиною короля Шотландії Якова І і його дружини Іоанни Бофорт. Вона вийшла заміж за старшого сина короля Франції, Людовика, у віці одинадцяти років. Їхній шлюб був нещасливим, і вона померла бездітною у віці 20 років, найімовірніше від хвороби, яка перебігала з гарячкою.

## Дитинство
Вона народилася в Перті, в сім'ї короля Шотландії Якова І і Іоанни Бофорт, двоюрідної сестри короля Англії Генріха V. Маргарита була першою з шести дочок і синів-близнюків, які народилися у батьків (її брат, що вижив, Яків, став королем Шотландії Яковом II у віці шести років).

## Шлюб
Маргарита була для французького короля Карла VII дипломатичним вибором як невістка. шлюб був нав'язаний, тринадцятирічному сину Кала, Людовику, у яких через це склалися погані відносини. Втім, королівські шлюби в 15 столітті були завжди політичні. І немає прямих рахунків від Людовика або Маргарити про їх перші враження один про одного, і це просте припущення, щоб сказати, чи насправді вони мали негативні почуття один до одного. Деякі історики думають, що Людовик мав упереджене ставлення до ненависті своєї дружини. Але загальновизнано, що Людовик увійшов в церемонію і сам, слухняно, як свідчать про його офіційні обійми з Маргаритою після їх першої зустрічі, що відбулася 24 червня 1436, за день до їх весілля.
Маргарита і Людовик брак свідчить як характер, середньовічної королівської дипломатії і хитке становище французької монархії. Їх весілля відбулося 25 червня 1436 опівдні в каплиці замку турів і був під головуванням архієпископа Реймса. За мірками того часу, це було дуже просте весілля. та Людовик у віці тринадцяти років, виглядав явно більш зрілішим, ніж його наречена в одинадцять. Маргарита виглядала як красива "лялька", можливо, тому, що вона розглядалася як така ріднею її чоловіка. Карл носив сірі штани для верхової їзди" і "навіть не спромігся зняти з нього шпори." шотландські гості були швидко проштовхнулися назовні після весілля. Це було сприйнято як щось на зразок скандалу з Шотландцям. Король Карл вбранні і швидкість, з якою гості були поквапилася піти вважалося образою Шотландії, який був важливим союзником Франції у війні з англійцями. Втім, це говорив збіднілих характеру французькому дворі в цей час. Вони просто не можуть дозволити собі екстравагантні церемонії або для розміщення своїх шотландських гостей довше, ніж вони.
Після церемонії "лікарі виступили проти консумації" в силу відносної незрілості нареченої і нареченого. Маргарита продовжила своє навчання, а Людовик вирушив у турне зі своїм батьком, в лояльні області королівства. У цей час, Карл був спантеличений інтелектом і вдачею свого сина. Під час цього туру, Людовик був названий Дофіном, як і традиційно цей титул носив старший син короля.
Маргарита вважалася прекрасною, доброю і дуже красивою, з певним умінням писати вірші й рими, хоч її твори не пережили руйнування, руками її чоловіка після її смерті. Вона була дуже зацікавлена французьким двором, його соціальним і доблесним життям. Вона була улюбленицею короля Карла VII і мала популярність серед придворних. Тим не менш, вона відчувала себе чужою серед французького двору і впала в депресію.
У неї були напружені стосунки з чоловіком, майбутнім королем Франції. В основному Людовик відчував ненависть до батька, а Маргарита часто підтримувала короля проти свого чоловіка. Він наказав їй носилти туго перев'язаний корсет через її страх перед вагітністю, вона їла зелені яблука і пила яблучний оцет. Її нещасливий шлюб сприяв депресії, як і плітки про коханок Людовика.

## Смерть

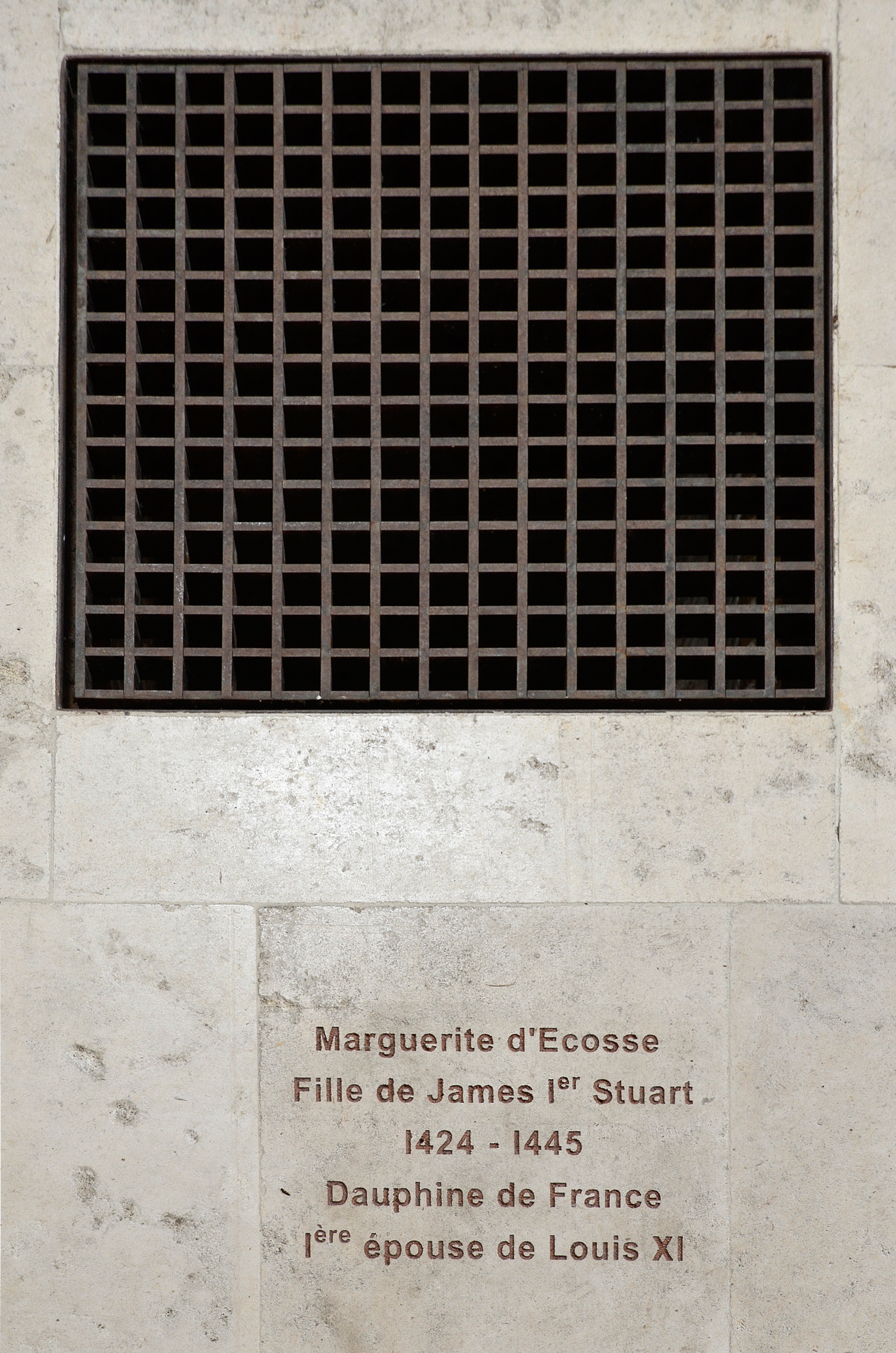
могила Маргарити в церкві Сен-Лаон

16 серпня 1445 року, між десятою і одинадцятою годиною вночі, Маргарита померла в Шалон-сюр-Марн у віці 20 років. У суботу, 7 серпня, вона і її дами приєдналися з двором на коротке паломництво. Було дуже жарко, і коли Маргарита повернулася, вона роздяглася у своїх холодних, кам'яних покоях. На наступний ранок в неї була гаряча, лікар діагностував запалення легенів. Вона померла в маренні про Жаме Тілея, Бретонського солдата, найманця Карла VII (Жаме був здивований, тим як Маргарита писала вірші, при відсутності свічок, тільки вогонь у каміні освітлював її покої; він встромив свічку в її обличчя, потім посміхнувся і пішов довкола, говорячи про "безглуздих принцес". Людовик був холодний до Маргарити, та вона пояснює цю холодність через плітки які розповсюджував Жаме. Вона померла, протетуючи, що вона зберегла вірність чоловікові, і звинуватила Жаме через його вбивчі слова). 
Меланхолійна Маргарита в зв`язку наклепу проти неї, впала у фінальну знемогу, перш ніж померти. У відповідь на чужі плітки, вона відповіла: Fi de la vie! qu'on ne m'en parle plus ("ганьба на все життя! що більше казати").
Вона була похована в церкві Сен-Лаон яка знаходиться в Французькому депертаменті Туар (Де-Севр).
П'ять з половиною років після її смерті, Людовик одружився з Шарлоттою Савойською, з якою у нього було восьмеро дітей, троє вижили: син Карл, і дві дочки Анна і Іоанна.
Маргарита також славиться легендою, що вона цілувалася або майже поцілувала поета Алена Шартьє (інший варіант цієї легенди мала Анна Бретонська як її головний герой), хоча її вік та місцеперебування на момент смерті Шартьє зробить це неможливим.